# Marian Dehnel
Marian Ludwik Dehnel ps. „Sewer” (ur. 2 lipca 1880 w Sterdyni, zm. 19 września 1936 w Czerwonce) – polski lekarz, działacz socjalistyczny i niepodległościowy, członek Organizacji Bojowej PPS, żołnierz Legionów Polskich, poseł na Sejm IV kadencji.

## Życiorys
Marian Dehnel był najmłodszym synem Augusta i Kornelii z Wierusz-Kowalskich, bratem Pawła, Michała oraz Władysława. Podobnie jak bracia był członkiem Polskiej Partii Socjalistycznej i Organizacji Bojowej PPS. Ukończył gimnazjum w Radomiu, podczas studiów w Warszawie był związany z organizacją postępowej młodzieży „Spójnia”. Poszukiwany w związku z działalnością w PPS przez władze rosyjskie wyjechał do Galicji. Był działaczem Związku Walki Czynnej oraz Związku Strzeleckiego. W 1910 roku ukończył studia na Wydziale Lekarskim Uniwersytetu Jagiellońskiego. Jako chirurg położnik pracował w klinice chirurgicznej UJ i klinice położniczej w Krakowie, był asystentem Katedry Anatomii Patologicznej UJ.
W latach 1914–1917 pełnił funkcję lekarza wojskowego w Legionach Polskich, w 1. pułku artylerii oraz jako komendant szpitala legionowego w Lublinie. W 1918 roku pełnił funkcję naczelnego lekarza Domu Ozdrowieńców w Kamińsku. W listopadzie 1918 roku wstąpił do Wojska Polskiego, w stopniu majora lekarza. Zwolniony do rezerwy w maju 1922 roku, pełnił funkcje dyrektora szpitali w Nowym Dworze Mazowieckim i Węgrowie. W latach 30. pracował w Ubezpieczalniach Społecznych w Lublinie w Warszawie.
W 1935 roku został posłem IV kadencji, pełnił funkcje przewodniczącego komisji zdrowia publicznego i opieki społecznej oraz zastępcy członka komisji budżetowej. Zmarł w trakcie trwania kadencji, 19 września 1936 roku, został pochowany na Cmentarzu Wojskowym na Powązkach (kwatera A 5-8-60). 
Był żonaty z Natalią z Chodkiewiczów (zm. 1916), z którą miał dwóch synów: Jana i Jacentego, a potem do śmierci z Marią Sigmayer, z którą miał dwoje dzieci: Sławomirę i Wojciecha. Pradziadek pisarza Jacka Dehnela.

## Ordery i odznaczenia
- Krzyż Niepodległości z Mieczami (7 lipca 1931)[3]
- Krzyż Oficerski Orderu Odrodzenia Polski (9 listopada 1931)[4]
- Krzyż Walecznych (dwukrotnie)